# Gymnophaps solomonensis
Gymnophaps solomonensis é uma espécie de ave da família Columbidae.
É endémica das Ilhas Salomão.
Os seus habitats naturais são: regiões subtropicais ou tropicais húmidas de alta altitude.